# Én és a hercegem
Az Én és a hercegem (eredeti cím: The Prince & Me) egy 2004-es amerikai romantikus vígjáték Martha Coolidge rendezésében, Julia Stiles, Luke Mably és Ben Miller főszereplésével, Miranda Richardson, James Fox és Alberta Watson közreműködésével.

## Cselekmény
|  | Alább a cselekmény részletei következnek! |

A dán Edward herceg gyakran kerül a botrányújságok címlapjára. Miután a televízióban meztelen mellű diáklányokat látott egy amerikai egyetemen Wisconsinban, beiratkozik oda. Edward herceg inkognitóban tanul, csak szolgája, Søren kíséri el.
Edward herceg megismerkedik az amerikai farmer lányával, Paige Morgannel, aki orvos akar lenni, ugyanezen az egyetemen tanul és egy bárban dolgozik. A herceg - aki azt mondta a szüleinek, hogy a saját költségén fog tanulni - kifogy a pénzből, ezért ugyanabban a bárban vállal munkát, mint Paige. Segít neki az irodalmi tanulmányaiban, míg a lány megtanítja neki a mindennapi dolgokat, például a mosást. Lassan egymásba szeretnek.
Paige meghívja Edward herceget a családjához hálaadásra. Miután a dán paparazzók lefényképezik a párt, a kapcsolatuk a nyilvánosság elé kerül - ahogy a herceg valódi kiléte is. Paige neheztel rá, amiért a férfi eltitkolja előle valódi kilétét. Edward hercegnek hirtelen haza kell térnie Dániába apja betegsége miatt.
Amikor Paige szerelmes leszd Edwardba, ezért Dániába utazik, ahol a herceg megkéri a kezét. A lány először beleegyezik, de aztán túlságosan idegennek találja az udvari életet, és visszatér az Egyesült Államokba, ahol befejezi tanulmányait. Edward az ország királya lesz. Paige diplomaosztójának napján az Egyesült Államokba utazik, és azt mondja Paige-nek, hogy nem tud nélküle élni.
|  | Itt a vége a cselekmény részletezésének! |

## Szereplők
| Szereplő              | Színész            | Magyar hang    |
| --------------------- | ------------------ | -------------- |
| Paige Morgan          | Julia Stiles       | Pikali Gerda   |
| Eddie / Edvard herceg | Luke Mably         | Balázs Zoltán  |
| Soren                 | Ben Miller         | Szokol Péter   |
| Rosalind királyné     | Miranda Richardson | Vándor Éva     |
| Haraald király        | James Fox          | Konrád Antal   |
| Amy Morgan            | Alberta Watson     | Andresz Kati   |
| Scotty                | Devin Ratray       | Bodrogi Attila |
| Eddie Irvine (önmaga) | Eddie Irvine       |                |

## Filmzene
A film filmzenéje 2004. március 30-án jelent meg az Egyesült Államokban a Hollywood Records gondozásában.

### Számlista
1. "Everybody Wants You" - Josh Kelley
2. "Just a Ride" - Jem
3. "Fire Escape" - Fastball
4. "Man of the World" - Marc Cohn
5. "Calling" - Leona Naess
6. "Good Intentions" - Jennifer Stills
7. "I Hope That I Don't Fall in Love with You" - Marc Cohn
8. "Symphony" - Jessica Riddle
9. "It Doesn’t Get Better Than This" - Katy Fitzgerald
10. "Freeway" - Scapegoat Wax
11. "Presidente" - Kinky
12. "Drift" - Forty Foot Echo
13. "Party" - The D4
14. "Bloodsweet" - Scapegoat Wax
15. "Separate Worlds" - Jennie Muskett[3]

## Forgatás
A forgatás 2003. június 16. és 2003. augusztus között zajlott Torontoban, Koppenhágában és Prágában. 

## Bevétel
A film a nyitóhétvégén körülbelül 9,4 millió dollárt hozott az Egyesült Államokban 2682 moziban, ez a kasszasikerlista hatodik helyére volt elég. Az Én és a hercegem-et megelőzte a szintén debütáló filmek közül, a Pokolfajzat (első helyen végzett), az Emelt fővel (második helyen végzett) és a A legelő hősei (negyedik helyen végzett) című filmek. Szintén előbbre végeztek a korábban bemutatott filmek közül, a második hete műsoron lévő Scooby-Doo 2. – Szörnyek póráz nélkül (harmadik helyen végzett) és a hatodik hete műsoron lévő A passió (ötödik helyen végzett) című filmek. című filmek. A Dark City 28 176 497 dolláros bevételt ért el az USA-ban és 9 490 269 dollárt nemzetközileg, ami világszerte 37 666 766 dolláros összbevételt jelentett.

## Kritikai visszhang
A Rotten Tomatoes-on 122 kritikus értékelése alapján a film 29%-os tetszést aratott. 122 kritikusból 87 negatívan értékelte a filmet és 35 kritikus volt jó véleménnyel a filmről.

## Folytatások
A filmnek három, csak videóforgalmazásra gyártott, folytatása készült különböző írókkal és új rendezővel, Julia Stiles-t pedig Kam Heskin helyettesítette Paige Morgan szerepében. A 3. és a 4. részben a herceg szerepében Luke Mably-t Chris Geere váltotta:
- Én és a hercegem 2. – A királyi esküvő (The Prince & Me II: The Royal Wedding) (2006, Video)
- Én és a hercegem 3. – Királyi mézeshetek (The Prince & Me 3: A Royal Honeymoon) (2008, Video)
- The Prince & Me: The Elephant Adventure (2010, Video) - Nem jelent meg Magyarországon

## Fordítás
- Ez a szócikk részben vagy egészben  a   The Prince & Me című angol Wikipédia-szócikk fordításán alapul.  Az eredeti cikk szerkesztőit annak laptörténete sorolja fel. Ez a jelzés csupán a megfogalmazás eredetét és a szerzői jogokat jelzi, nem szolgál a cikkben szereplő információk forrásmegjelöléseként.